# Djurgårdens IF Bandyförening
Djurgårdens IF Bandyförening är den svenska idrottsföreningen Djurgårdens IF:s bandysektion. Säsongen 2024/2025 spelade A-laget i svensk bandys näst högsta serie: Allsvenskan (bandy). Sedan säsongen 2017/18 spelar föreningen sina hemmamatcher på Östermalms IP. Ungdomsverksamhet och skridskoskola bedrivs, förutom på Östermalms IP, även i Rågsved på Bäverhagens BP.

## Historik

### Nordiska spelen
Djurgårdens IF var ett av lagen som deltog i bandyturneringen i Nordiska spelen 1905, där Djurgården förlorade finalen mot Uppsala HK.

### Tidiga SM-turneringar
Djurgårdens IF tog sig till SM-final 1908, 1909, 1911, 1912, 1914, 1916 och 1930 av vilka man vann en, 1908 och en, 1912, blev oavgjord; mästerskapet 1912 delades med finalmotståndaren IFK Uppsala (enligt dåvarande regler skulle ett oavgjort resultat leda till att man spelade en ny match (omspel) ett senare datum, men på grund av blidväder fanns det ingen is att spela på varför bandyförbundet beslöt att de två lagen skulle dela på segern).
År 2022, 110 år efter att 1912 års SM-final mellan Djurgården och Uppsala ställdes in, uppmärksammades den ouppgjorda finalen genom att matchen spelades om och avgjordes en gång för alla. Matchen spelades den 19 februari 17:30 på Östermalms IP och Djurgården vann med 8-2.

### Seriespel
Djurgårdens IF fanns med i Sveriges högsta serie säsongen 1931, då seriesystemet för bandy i Sverige startade. Klubben har spelat åtta säsonger i Sveriges högsta serie, senast säsongen 1965/1966.
På 1930- och 1940-talet spelade damlaget mot andra klubbar i Stockholmsområdet. Man jobbade för att ordna en riksserie även på damsidan, men det kom inte till förverkligande på den tiden.
Sedan säsongen 2023/2024 spelar laget i Bandyallsvenskan. Laget var mycket nära att kvalificera sig till serien genom kvalspel, men föll på målsnöret och fick istället se Finspångs AIK gå upp. Men när sedan Kalix BF valde att dra sig ur serien så fick Djurgården frågan om att fylla den vakanta platsen, tack vare sin placering i kvalet, vilket man tackade ja till.

### Fotnoter
1. ↑  matchen avgjordes 2022, 110 år senare, och Djurgården stod som segrare

### Webbkällor
1. ↑  Bandypuls: "Djurgården flyttar hem till klassisk bandymark – efter 47 år i exil", 20 maj 2017, läst 23 augusti 2017
2. ↑  Katarina Magnusson (9 december 2024). ”Skridskoutlåning och skridskoskola i Rågsved utan kostnad!”. Rågsveds Fastighetsägare. https://ragfast.se/skridskoutlaning-och-skridskoskola-i-ragsved-utan-kostnad/. Läst 19 mars 2025.
3. ↑  Ahlbom, Bengt; Hentzel, Roland; Lidman, Sven S., reds. ”Bandy”. Sportens lille jätte. Stockholm: Natur och kultur (publicerad 1948). sid. 54
4. ↑  ”SM-final 1912”. Djurgården bandy. https://difbandy.se/sm-final-1912/. Läst 21 februari 2022.
5. ↑  ”Djurgården svenska mästare när 1912 års bandyfinal spelades klart”. SVT Sport. 19 februari 2022. https://www.svt.se/sport/bandy/djurgarden-svenska-mastare-nar-1912-ars-bandyfinal-spelades-klart. Läst 21 februari 2022.
6. ↑  ”Djurgården spelar uppskjuten SM-final efter 110 (!) år”. Aftonbladet. 5 februari 2022. https://www.aftonbladet.se/sportbladet/a/66MjkQ/djurgarden-spelar-final-mot-ifk-uppsala-efter-110-ar. Läst 21 februari 2022.
7. ↑  ”Svenska Bandyförbundet - Djurgårdens IF Bandyförening tar plats i Bandyallsvenskan 2023/2024”. svenskbandy.se. 17 juli 2023. https://svenskbandy.se/nyheter/2023/djurgardens-if-bandyforening-tar-plats-i-bandyallsvenskan-2023-2024. Läst 19 mars 2025.